# Kupa na Sŭvet·skata armiya 1976-1977
La Coppa dell'Esercito sovietico 1976-1977 è stata la 32ª edizione di questo trofeo, e la 37ª in generale di una coppa nazionale bulgara di calcio, iniziata il 1 dicembre 1976 terminata il 12 giugno 1977. Il Levski Sofia ha vinto il trofeo per la tredicesima volta.

## Primo turno
| Squadra 1            | Risultato       | Squadra 2               |
| -------------------- | --------------- | ----------------------- |
| 1 dicembre 1976      |                 |                         |
| Vidima-Rakovski      | 2 – 0           | Balkan Oreshak          |
| Preslav              | 2 – 1           | Lokomotiv Ruse          |
| Bolshevik Opaka      | 1 – 1 (6-4 dtr) | FK Levski               |
| Čern. Balčik         | 4 – 0           | Zavod Stefanov Razgrad  |
| Devnya               | 2 – 2 (8-9 dtr) | Panayot Hitov Tutrakan  |
| Spartak Koynare      | 7 – 0           | Levski Kapitanovtsi     |
| Chernogorets Noevtsi | 5 – 1           | Partizan Parvomay       |
| Minjor Bobov dol     | 2 – 0           | Iskar                   |
| Septemvri Simitli    | 0 – 0 (2-4 dtr) | Gorubso Madan           |
| Svilengrad           | 3 – 0           | Pomorie                 |
| Levski Konyovo       | 1 – 2           | Kolyo Sandev Veselinovo |
| Septemvri Rogozche   | 1 – 0           | Stroitel Troyanovo      |

## Secondo turno
| Squadra 1               | Risultato       | Squadra 2          |
| ----------------------- | --------------- | ------------------ |
| 8 dicembre 1976         |                 |                    |
| Vidima-Rakovski         | 1 – 2           | Preslav            |
| Lencho Yakimovo         | 3 – 2           | Bolshevik Opaka    |
| Čern. Balčik            | 4 – 1           | Levski Strazhitsa  |
| Panayot Hitov Tutrakan  | 2 – 1           | Spartak Koynare    |
| Chernogorets Noevtsi    | 2 – 3           | Minjor Bobov dol   |
| Zavod Iskra             | 0 – 0 (4-3 dtr) | Gorubso Madan      |
| Svilengrad              | 0 – 2           | Orlin Pirdop       |
| Kolyo Sandev Veselinovo | 10 – 1          | Septemvri Rogozche |

## Trentaduesimi di finale
| Squadra 1         | Risultato       | Squadra 2               |
| ----------------- | --------------- | ----------------------- |
| 15 dicembre 1976  |                 |                         |
| Zavod Iskra       | 0 – 3           | Rodopa Smoljan          |
| Zagorec           | 0 – 5           | Levski-Spartak Sofia    |
| Svetkavica        | 3 – 2 (dts)     | Čepinets                |
| Haskovo           | 0 – 3           | Lokomotiv Plovdiv       |
| Pirin Blagoevgrad | 7 – 2           | Čern. Balčik            |
| CSKA Sofia        | 4 – 0           | Šumen                   |
| Dimitrovgrad      | 6 – 1           | Trakia Stamboliyski     |
| Nesebăr           | 0 – 4           | Beroe                   |
| Lokomotiv Mezdra  | 5 – 3           | Rozova Dolina           |
| Lencho Yakimovo   | 1 – 3           | Akademik Sofia          |
| Chirpan           | 3 – 1           | Liteks Loveč            |
| Beloslav          | 3 – 0           | Jantra Gabrovo          |
| Spartak Varna     | 4 – 0           | Kolyo Sandev Veselinovo |
| Sliven            | 3 – 1           | Černo More Varna        |
| Levski Karlovo    | 1 – 3           | Minjor Bobov dol        |
| Gigant Saedinenie | 2 – 4 (dts)     | Akademic Svištov        |
| Botev Ihtiman     | 3 – 0           | FK Černomorec Burgas    |
| Dorostol Silistra | 2 – 0           | Preslav                 |
| Dunav Ruse        | 4 – 1           | Asenovec                |
| Slivniški Geroj   | 2 – 0           | Botev Vraca             |
| Arda Kărdžali     | 0 – 3           | Dobrudža                |
| Botev Plovdiv     | 2 – 1           | Panayot Hitov Tutrakan  |
| Spartak Pleven    | 6 – 0           | Kom Berkovica           |
| Lokomotiv Sofia   | 2 – 0           | Čavdar Byala            |
| Balkan Botevgrad  | 6 – 0           | Montana                 |
| Belasica Petrič   | 3 – 1           | Marek Dupnica           |
| Orlin Pirdop      | 0 – 0 (6-4 dtr) | Pavlikeni               |
| FK Etăr           | 2 – 3           | Slavia Sofia            |
| Tundzha Yambol    | 4 – 2           | Lokomotiv GO            |
| Benkovski Isperih | 3 – 0           | Marica Plovdiv          |
| Velbažd           | 3 – 1           | Bdin                    |
| Ludogorec         | 0 – 0 (5-3 dtr) | Minjor Pernik           |

## Sedicesimi di finale
| Squadra 1         | Risultato   | Squadra 2            |
| ----------------- | ----------- | -------------------- |
| 18 dicembre 1976  |             |                      |
| Rodopa Smoljan    | 0 – 2       | Levski-Spartak Sofia |
| Svetkavica        | 1 – 3 (dts) | Lokomotiv Plovdiv    |
| Pirin Blagoevgrad | 2 – 0       | Dimitrovgrad         |
| CSKA Sofia        | 4 – 2       | Velbažd              |
| Beroe             | 6 – 1       | Lokomotiv Mezdra     |
| Akademik Sofia    | 2 – 0       | Chirpan              |
| Beloslav          | 1 – 2       | Spartak Varna        |
| Sliven            | 4 – 2       | Minjor Bobov dol     |
| Akademic Svištov  | 3 – 2       | Botev Ihtiman        |
| Dorostol Silistra | 1 – 4       | Dunav Ruse           |
| Slivniški Geroj   | 2 – 0       | Dobrudža             |
| Spartak Pleven    | 4 – 1 (dts) | Botev Plovdiv        |
| Lokomotiv Sofia   | 3 – 1       | Balkan Botevgrad     |
| Belasica Petrič   | 4 – 3 (dts) | Orlin Pirdop         |
| Tundzha Yambol    | 3 – 0       | Ludogorec            |
| Slavia Sofia      | 5 – 0       | Benkovski Isperih    |

## Ottavi di finale
| Squadra 1            | Risultato       | Squadra 2         |
| -------------------- | --------------- | ----------------- |
| 12 febbraio 1977     |                 |                   |
| Levski-Spartak Sofia | 4 – 1           | Lokomotiv Plovdiv |
| Beroe                | 1 – 0           | Akademik Sofia    |
| Pirin Blagoevgrad    | 3 – 2           | CSKA Sofia        |
| Lokomotiv Sofia      | 2 – 0           | Belasica Petrič   |
| Sliven               | 1 – 1 (5-2 dtr) | Spartak Varna     |
| Dunav Ruse           | 3 – 0           | Akademic Svištov  |
| Spartak Pleven       | 1 – 0           | Slivniški Geroj   |
| Slavia Sofia         | 1 – 0           | Tundzha Yambol    |

## Quarti di finale
| Squadra 1            | Risultato       | Squadra 2         |
| -------------------- | --------------- | ----------------- |
| 27 aprile 1977       |                 |                   |
| Levski-Spartak Sofia | 3 – 1           | Pirin Blagoevgrad |
| Lokomotiv Sofia      | 0 – 0 (3-0 dtr) | Slavia Sofia      |
| Dunav Ruse           | 0 – 0 (4-3 dtr) | Spartak Pleven    |
| Beroe                | 1 – 0           | Sliven            |

## Semifinali
| Squadra 1            | Risultato       | Squadra 2  |
| -------------------- | --------------- | ---------- |
| 4 maggio 1977        |                 |            |
| Levski-Spartak Sofia | 3 – 0           | Beroe      |
| Lokomotiv Sofia      | 1 – 1 (5-3 dtr) | Dunav Ruse |

## Finale
| Arbitro: | Atanas Mateev |

|                         |           |              |
| Vojnov 15’ Yordanov 51’ | Marcatori | 76’ Zdravkov |